# Шрауфіт

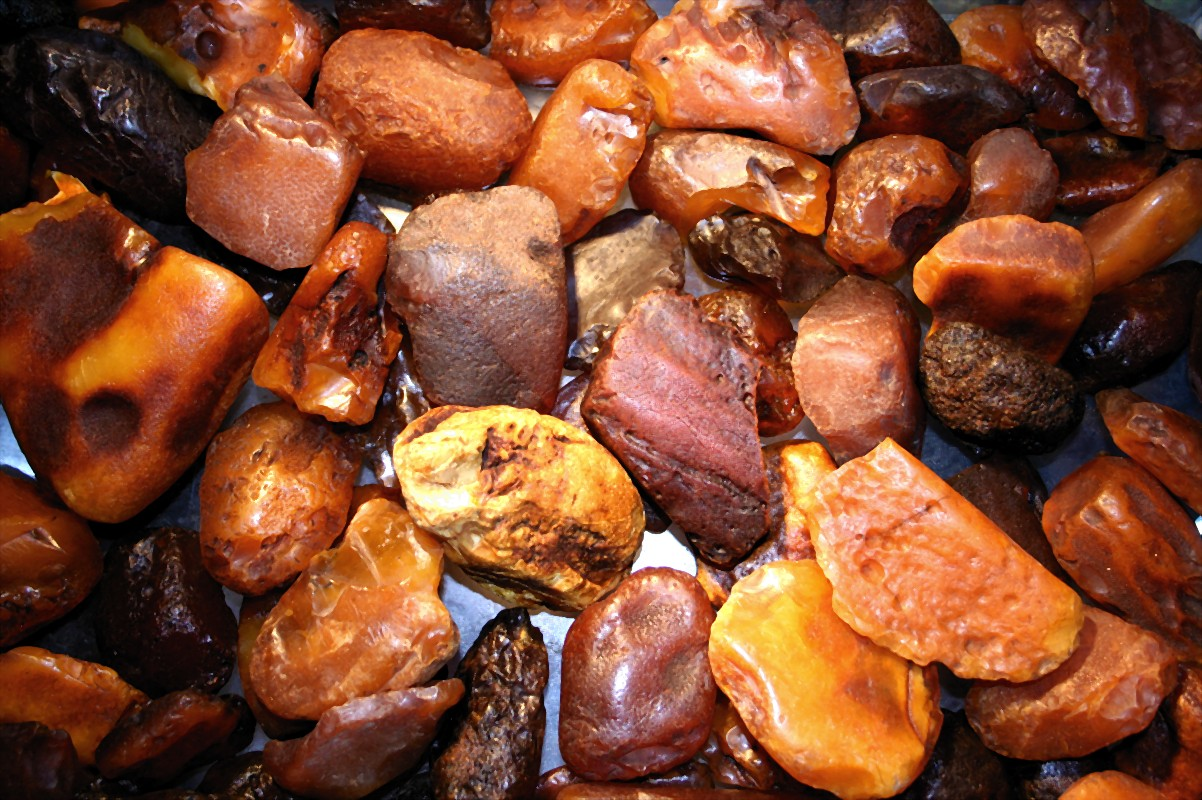
Різновиди бурштину.

Шрауфіт (рос. шрауфит, англ. schraufite, нім. Schraufit m) – бурштиноподібна викопна смола складу С11Н26О2. Зустрічається у нижньочетвертинних піщаних відкладах Прикарпаття. Колір: від гіацинтового то криваво-червоного. Зеленувата флуоресценція. Розчинність у органічних розчинниках до 15 мас. %. За прізв. австр. мінералога А.Шрауфа (A.Schrauf), J. Von Schröckinger, 1875. 
- Різновид: шрауфіт Чукотський (за місцем знахідки мінералу).